# Jay Acovone
Jay Acovone (Mahopac, 20 d'agost de 1955) és un actor estatunidenc-italià que va néixer a Mahopac, Nova York com fill dels propietaris d'un negoci de neteja.
Acovone feia de protagonista a World Trade Center durant els anys 2000 i també va aparèixer en unes quantes sèries de televisió incloent-hi La Bella i la Bèstia i Hollywood Beat. També feia de Charles Kawalsky a les temporades 1, 2, 3 i 8 de Stargate SG-1. També se'l pot veure fent d'oficial a T3 conduint el Tx Terminator. També va aparèixer a Criminal Minds, com el Detectiu Morrison del Departament de Policia de Palm Beach.